# Frisvansade fladdermöss
Frisvansade fladdermöss (Emballonuridae) är en familj i ordningen fladdermöss (Chiroptera).
Det vetenskapliga namnet för typsläktet Emballonura är bildat av de grekiska orden emballo (kasta) och oura (svans). Det syftar på svansens fria del som liknar ett spjut som kastades mitt i svansflyghudens centrum.

## Utbredning
Arter av familjen förekommer främst i tropiska regioner över hela världen. De finns bland annat i Central- och Sydamerika, Afrika, södra Asien samt på Nya Guinea, Australien och på några öar i västra Stilla havet.

## Kännetecken
Frisvansade fladdermöss skiljer sig från andra fladdermöss genom den enkelt uppbyggda nosen (utan påfallande hudveck) och den fria svansen. Svansen är alltså inte omsluten av flygmembranen som bara lös ansluter vid svansens undersida. Svansens spets står alltid över membranen. Hos flera arter finns säckliknande körtlar på vingarnas ovansida som avsöndrar en rödaktig illaluktande vätska. Vissa familjemedlemmar har en säckliknande körtel mellan haken och strupen. Arternas huvud är i vyn från toppen ungefär trekantig och pälsen är kort. Dessutom kännetecknas huvudet av ganska små öron som står långt ifrån varandra.
De flesta arterna i familjen är jämförelsevis små. Kroppslängden varierar mellan 4 och 15 centimeter och vikten mellan 3 och 100 gram. Med undantag av släktet Diclidurus där arterna är viktaktiga är pälsens färg gråbrun eller svart. Hos några arter av släktet Peropteryx är vingarnas kanter vita.
Dessa fladdermöss har kort och mjuk päls. Ibland är en liten del av flygmembranen nära bålen täckt med hår.

## Levnadssätt
Frisvansade fladdermöss lever ofta i grupper som letar tillsammans efter föda men hos några arter lever individerna ensamma. De vilar i grottor, bergssprickor, håligheter i träd och byggnader. Födan som huvudsakligen består av insekter upphittas med hjälp av ekolokalisering. Ibland äts även frukter. Populationer i kyligare områden håller ibland vinterdvala.

## Systematik
Familjens ställning i underfamiljen Microchiroptera är omstridd. Ibland räknas de som systertaxon till familjerna klaffnäsor (Rhinopomatoidea) och hästskonäsor (Rhinolophoidea) och ibland som systertaxon till alla andra taxa i underfamiljen.
Familjen består av omkring 50 arter som är fördelade på 13 släkten och 2 underfamiljer:
- Underfamilj Taphozoinae med släktena Saccolaimus och gravfladdermöss (Taphozous).
- Underfamilj Emballonurinae:
  - Tribus Emballonurini med släktena Coleura, Emballonura och Mosia.
  - Tribus Diclidurini med släktena Balantiopteryx, Centronycteris, Cormura, Cyttarops, Diclidurus, Peropteryx, Rhynchonycteris och Saccopteryx.